# Emblemasoma zikani
Emblemasoma zikani är en tvåvingeart som först beskrevs av Guilherme A.M.Lopes 1971.  Emblemasoma zikani ingår i släktet Emblemasoma och familjen köttflugor. Inga underarter finns listade i Catalogue of Life.